# 小鹿島虐殺事件
小鹿島虐殺事件（しょうろくとうぎゃくさつじけん）とは、1945年8月21日に朝鮮全羅南道高興郡錦山面の癩療養所（現在のハンセン病療養所）「小鹿島更生園」で発生した朝鮮人職員による大量虐殺事件である。

## 事件の発端
1945年8月15日（光復節 (韓国)）に、大日本帝国政府は降伏文書への調印を予告したが、隔離され通信手段が制限されていた小鹿島更生園ではこのことを知らず、今まで通りの生活を送っていた。
8月18日、園長は患者の代表を集めて、日本降伏の事実を発表した。この報は瞬く間に全施設に広がり、各所で日本人職員などにリンチが加えられたが、幸いにも命を落とすことなく、安全地域へと撤退していった。
これと並行して朝鮮人職員の間で療養所の主導権争いが激化した。医師系と看護系職員による争いで、医師系は「小鹿島更生園は病院であるから、医師が当然に管理者となるべき」と主張し、看護系は「過渡期であるから、必ずしも管理者は医師である必要はない」と反論した。最終的には看護系が勝利したが、医師系は反撃の機会を窺っていた。

## 事件の概要
8月19日、園内各地で「解放祝賀行事」が挙行された。朝鮮人は職員患者の区別なく「朝鮮解放」を祝った。その中で、ある朝鮮人職員は憤然とした態度で椅子に腰掛けていた。患者がそのことを咎めると「この生意気な奴、俺が立とうが立つまいが、万歳を叫ぼうが叫ぶまいが、お前の知ったことか。余計なおせっかいだ。」と言い返したので、「朝鮮人としての意識が足りない」ということで、他の患者がこの職員を取り囲みリンチした。気を失ったため、直ちに搬送されたが同日夜に死亡した。この事件は、後の虐殺事件に微妙な影を投げかけることとなった。
8月20日夜、医師系職員のSは、患者代表のRに「（看護系職員が）倉庫から物資を島外に持ち出そうとしている」とデマを流し、患者を煽って主導権を奪回しようと目論んだ。医師系職員に煽動された患者は、夜にもかかわらず倉庫に押しかけた。武装した看護系職員はついに発砲し、前にいた患者数人を死傷させた。看護系職員は「明朝10時に談判しよう」と呼びかけ、この日はとりあえず解散となった。
8月21日、談判のために集まった患者代表らを取り囲み、一人残らず虐殺した。そして、たまたま居合わせなかった患者代表も一軒一軒回り、順次射殺していった。犠牲者は82名にも上った。なお、患者を煽った医師系職員のSは前日夜に島外に逃亡し、難を逃れている。